# Владимирский, Лев Анатольевич
Лев Анато́льевич Влади́мирский (27 сентября 1903, Гурьев, Уральская область — 7 сентября 1973, Москва) — советский военачальник, адмирал. Во время Великой Отечественной войны — один из командующих Черноморским флотом.

## Биография

### Молодость
Родился в городе Гурьев в семье школьного учителя и акушерки. В 1921 году поступил на военный факультет Ташкентского университета, одновременно проходил службу в ЧОН, участвуя в боях с басмачами. В июле 1922 года был переведён в Училище командного состава флота в Петрограде, которое окончил в 1925 году.
С мая 1925 по май 1926 года — штурман эсминцев «Лейтенант Шмидт» и «Петровский».
С мая по октябрь 1926 года — вахтенный начальник лёгкого крейсера «Червона Украина». С октября 1927 по май 1930 года — артиллерист эсминцев «Шаумян», «Незаможник» и «Петровский». С мая по декабрь 1930 года — флагманский артиллерист дивизии эскадренных миноносцев Черноморского флота.
С декабря 1930 по май 1932 года — помощник командира эсминца «Шаумян».
С мая 1932 по апрель 1935 года — командир сторожевого корабля «Шквал», с апреля 1935 по октябрь 1936 года — командир эсминца «Петровский».
С октября по декабрь 1936 года — командир лидера «Москва», с декабря 1936 по октябрь 1937 года — командир лидера «Харьков».

### Зрелость
С октября 1937 по июнь 1938 года — начальник штаба бригады крейсеров Черноморского флота. Под псевдонимом «Рассмусен» участвовал в организации доставки оружия для вооружённых формирований Испанской республики на французском пароходе «Бонифацио».
С июня 1938 по январь 1939 года — командир отряда гидрографических судов, осуществивших с июля по октябрь 1938 года переход из Ленинграда во Владивосток через Атлантический океан и Панамский канал (впервые в истории советского ВМФ). С марта по июнь 1939 года находился в распоряжении Народного комиссариата ВМФ, в командировке в итальянском городе Ливорно участвовал в приёмке лидера «Ташкент» для ВМФ СССР и его переходе в Севастополь.
В июне 1939 года был назначен на должность командующего эскадрой кораблей Черноморского флота СССР. 4 июня 1940 года присвоено воинское звание контр-адмирал. В Великую Отечественную войну вступил в той же должности командующего эскадрой. Корабли эскадры наносили удары по портам Румынии, участвовали в проведении боевых действий при обороне Одессы и Севастополя.
21 сентября 1941 года, имея флаг командующего эскадрой на эсминце "Фрунзе", вышел из Севастополя в Одессу. В районе Тендровской косы с эсминца «Фрунзе» обнаружили тонущую канонерскую лодку «Красная Армения», направлявшуюся в Одессу и поврежденную в результате авиаудара немецких пикирующих бомбардировщиков 77-й эскадры. По приказу Владимирского началось спасение моряков с воды и в это время подошла новая волна пикировщиков. 250 кг бомба попала в корму эсминца. Разрушена часть ходового мостика, палубу осыпало осколками. Погибли офицер штаба капитан 1-го ранга Иванов С. И., комиссар корабля батальонный комиссар Золкин Д. С., тяжелое ранение получил командир корабля Ерошенко В. Н., был легко ранен контр-адмирал Владимирский Л. А., который принял командование кораблём. Эсминец сел на дно, надстройки возвышались над водой. Выжившие, в том числе Владимирский, перешли на буксир «ОП-8». При новом налёте он получил попадание бомбы. Оставшихся на буксире 8 выживших, включая Владимирского, сняли торпедные катера 2-й бригады торпедных катеров ЧФ.
Во время проведения Керченско-Феодосийской десантной операции ему было поручено руководство кораблями отряда высадки. 17 июня 1942 года присвоено воинское звание вице-адмирал.
24 апреля 1943 года был назначен на должность командующего Черноморским флотом. Во время проведения Новороссийско-Таманской наступательной операции в сентябре—октябре 1943 года боевые соединения под его командованием поддерживали наступающие войска высадкой десантов (особенно масштабной была Новороссийская десантная операция 10—16 сентября 1943 года), огнём корабельной артиллерии и ударами авиации флота, не позволяя противнику закрепиться на промежуточных рубежах. Однако в Керченско-Эльтигенской десантной операции и в борьбе за Керченский плацдарм действия флота и Приморской армии были не столь удачны, выбить немцев с Керченского полуострова не удалось. Командующий флотом Владимирский и командующий армией И. Е. Петров не нашли общего языка и не смогли обеспечить взаимодействие. В результате был снят с должности Петров, а следом за ним и Владимирский.
2 марта 1944 года, за неудачное планирование и проведение набеговой операции кораблей Черноморского флота на побережье Крыма 6 октября 1943 года постановлением ГКО был отстранён от должности командующего флотом, снижен в воинском звании до контр-адмирала и назначен командующим эскадрой кораблей Краснознамённого Балтийского флота.
Летом 1944 года корабли эскадры оказывали огневую поддержку сухопутным войскам во время проведения Выборгской наступательной операции. За образцовое выполнение задания был награждён орденом Ушакова 2-й степени. Командовал эскадрой до декабря 1946 года.
С марта 1947 по март 1948 года — адмирал-инспектор инспекции флота Главной инспекции Вооружённых сил. С марта по сентябрь 1948 года — начальник Управления военно-морских учебных заведений, одновременно с июня по сентябрь старший морской начальник в Ленинграде.
С марта 1951 по март 1955 года — начальник Управления боевой подготовки ВМС. С марта по октябрь 1955 года — заместитель Главнокомандующего ВМС по кораблестроению.
С февраля 1956 по август 1959 года — председатель Морского научно-технического комитета, с августа 1959 по декабрь 1960 года — руководитель научно-исследовательской группы при Главнокомандующем ВМФ.
С 1961 по 1968 год — руководитель и участник нескольких океанографических и гидроакустических научных экспедиций в Атлантическом, Индийском и Тихом океанах.
С мая 1970 года в отставке.
Скончался 7 сентября 1973 года. Похоронен на Новодевичьем кладбище в Москве.

## Награды
- Два ордена Ленина (6.11.1947, 7.05.1968)
- три ордена Красного знамени (29.12.1941, 3.11.1944, 27.12.1951)
- Орден Суворова II степени (8.02.1943)
- Орден Ушакова II степени (8.07.1945)
- Медаль «За оборону Одессы»
- Медаль «За оборону Севастополя»
- Медаль «За оборону Кавказа»
- Ряд других медалей СССР
- Лауреат премии имени М. В. Фрунзе (1969)
- Именное оружие — кортик (1953).
- Медаль «Китайско-советская дружба» (КНР)

## Память
Именем Л. А. Владимирского названы:
- улица адмирала Владимирского на родине адмирала в городе Атырау (Гурьев), Казахстан.
- улица Владимирского в городе Севастополе (бывшая улица Амурская, переименована 6 июня 1974 года)[7].
- «Адмирал Владимирский» — советское океанографическое научно-исследовательское судно[8].

## Воинские звания
- капитан 2-го ранга (на начало 1938)
- капитан 1-го ранга (27.06.1939)
- контр-адмирал (4.06.1940)
- вице-адмирал (17.06.1942)
- контр-адмирал (2.03.1944)
- вице-адмирал (20.04.1945)
- адмирал (31.05.1954)

## Использованная литература и источники
1. ↑  С. А. Зонин Верность океану: о Л. А. Владимирском.— М., Политиздат, 1986.— 110 с. Указ. соч. — С.5.
2. 1 2 3 4 5 6 7 8 9 10  В. М. Лурье Адмиралы и генералы Военно-Морского Флота СССР в период Великой Отечественной и Советско-японской войн (1941—1945).— С-Пб, Русско-Балтийский информационный центр «БЛИЦ», 2001.— 280 с. ил. ISBN 5-86789-102-X Указ. соч. — С.46-47.
3. ↑  С. А. Зонин Верность океану: о Л. А. Владимирском.— М., Политиздат, 1986.— 110 с. Указ. соч. — С.14.
4. 1 2  Зонин С. Верность океану. // Морской сборник. — 1990. — № 2. — С.85—89.
5. ↑  С. А. Зонин Верность океану: о Л. А. Владимирском.— М., Политиздат, 1986.— 110 с. Указ. соч. — С.20-23.
6. ↑  В. А. Золотарёв, И. А. Козлов Три столетия российского флота. т.4 1941—1945 — С-Пб., Полигон, 2005.— 768 с. Указ. соч. — С.482.
7. ↑  Севастопольский информационный портал. Дата обращения: 8 марта 2010. Архивировано 8 апреля 2010 года.
8. ↑  Морской энциклопедический словарь в трёх томах. Первый том.— Л-д., Судостроение, 1991.— 504 с. ISBN 5-7355-0280-8 Указ. соч. — С.30-31.